# Hiekkaharju (stacja kolejowa)
Hiekkaharju – stacja kolejowa w Vantaa, w dzielnicy Hiekkaharju, w prowincji Finlandia Południowa, w Finlandii, w odległości 17 km na północ od dworca centralnego w Helsinkach. Znajduje się tu 1 peron.